# Eremiella
Eremiella é um género botânico pertencente à família Ericaceae.